# 银北地区
银北地区，宁夏回族自治区已撤消的地区。
1972年置。在今宁夏回族自治区北部。辖石嘴山市及平罗、贺兰、陶乐等县。行政公署驻石嘴山市大武口。1975年撤销，辖区分别划入银川市和石嘴山市。 